# معبر (سفانة)

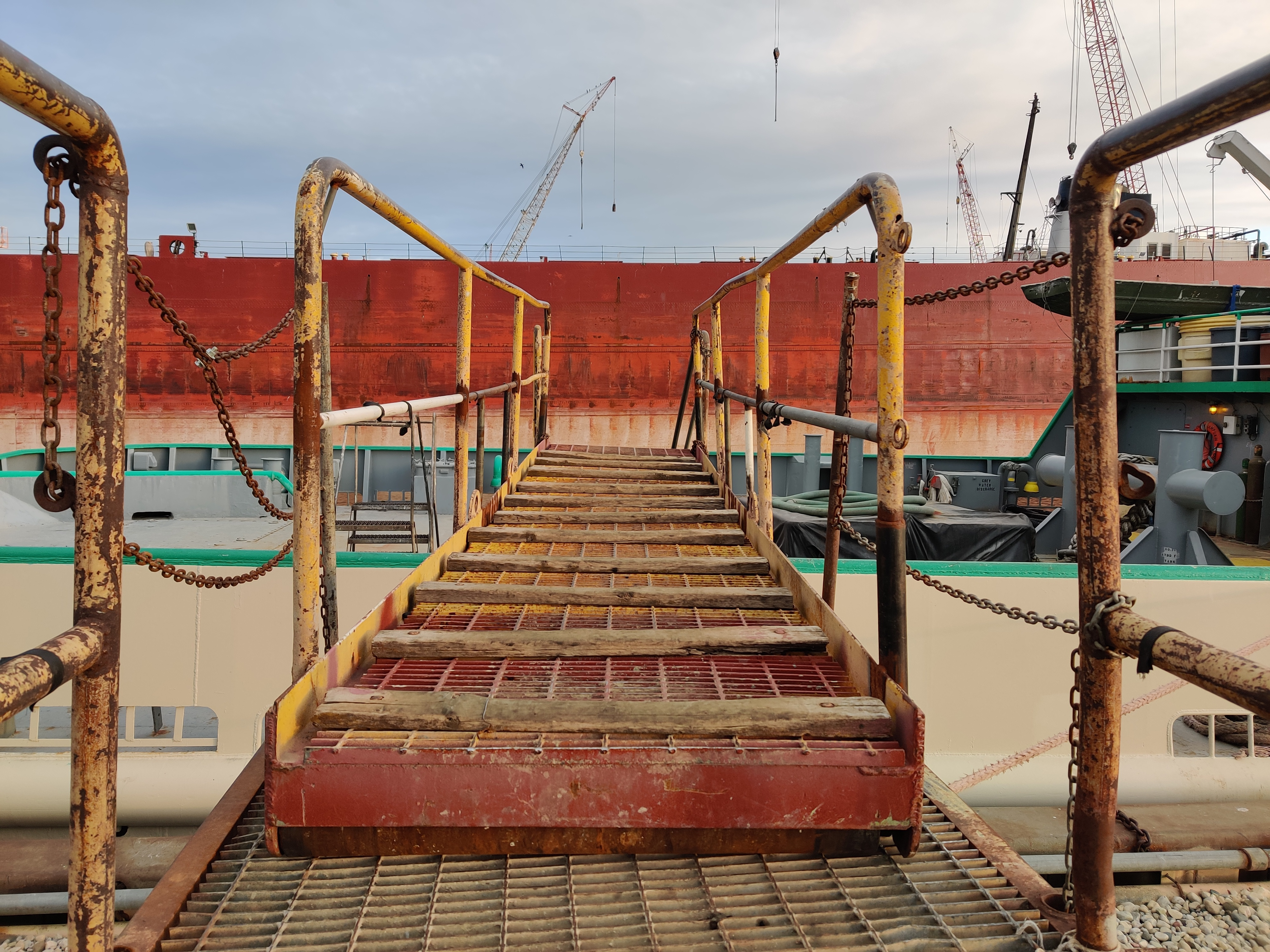

المِعْبَر أو المَجاز هو ممر ضيق يربط السطح الربعي بسلوقية سفينة شراعية. يمتد المصطلح أيضًا ليعني الممرات الضيقة المستخدمة لركوب السفن أو النزول منها.
يستخدم الشحن الحديث المعابر لصعود ونزول الركاب.